# 30 octobre dans les chemins de fer
30 septembre 30 novembre
Chronologies thématiques
- Croisades
- Sports
- Disney

Cette page concerne les évènements qui se sont déroulés un 30 octobre dans les chemins de fer.

## Événements

### XIXesiècle
- 1840. France : aménagements de nouveaux quais à la gare d'Asnières-sur-Seine, cette ancienne gare de la ligne Paris - Saint-Germain-en-Laye étant devenue gare de bifurcation depuis l'ouverture de la ligne Paris-Saint-Lazare - Versailles-Rive-Droite en 1939.
- 1869. France : la Compagnie des chemins de fer du Nord ouvre[1] les sections Laon - Vervins, Hirson - Anor et Aulnoye - Anor de la ligne La Plaine - Hirson.

### XXesiècle

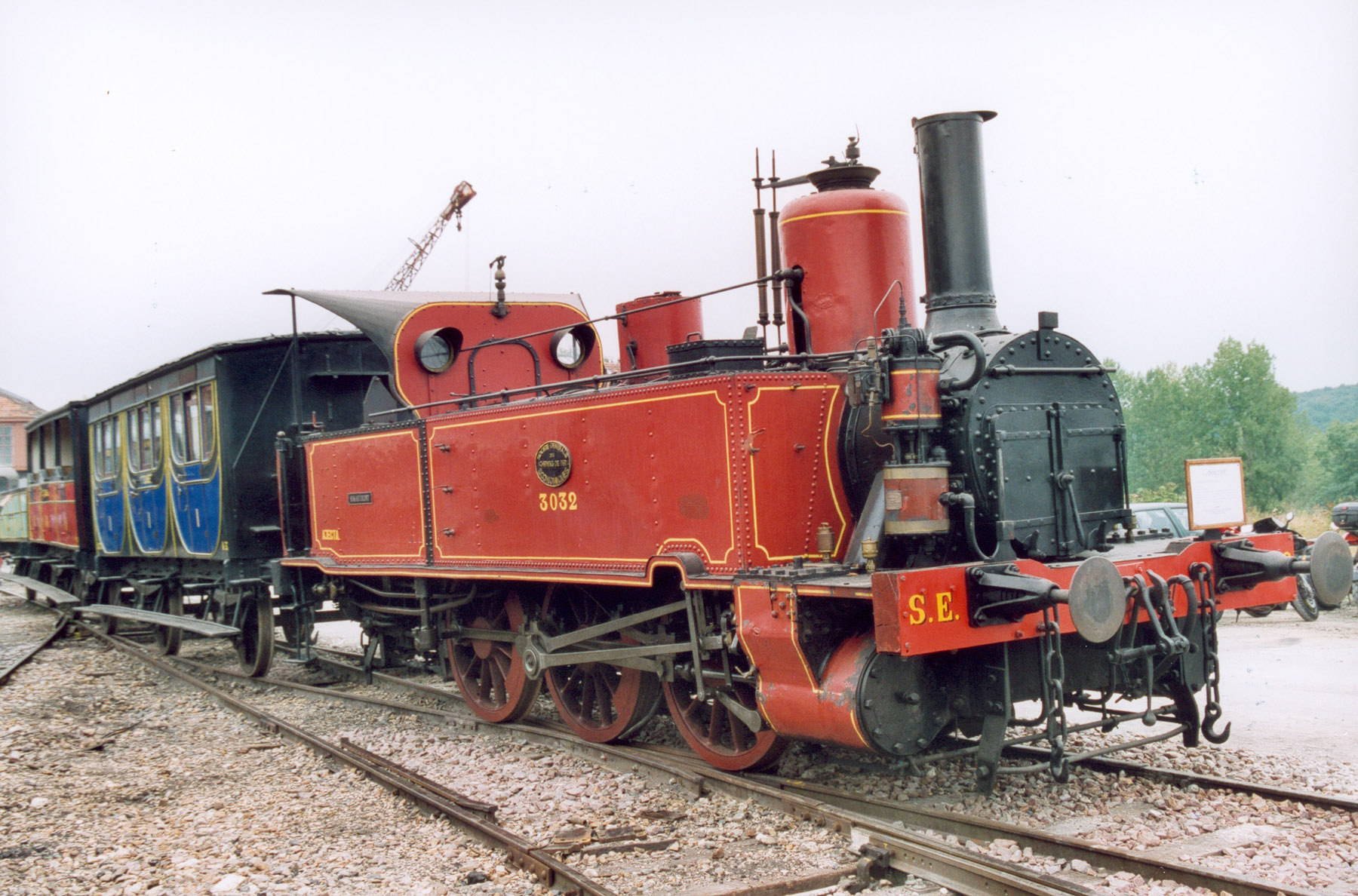
« Rimaucourt » préservée à Longueville.

- 1909. France : ouverture de la section Raspail - Porte d'Orléans de la ligne 4 du métro de Paris.
- 1931. France : le conseil général du Calvados vote le déclassement des lignes, Grandcamp – Isigny et Bayeux – Balleroy – Gare de la Besace, des Chemins de fer du Calvados.
- 1946. France : la station Marbeuf - Rond-point des Champs-Élysées des lignes 1 et 9 du métro de Paris prend son nom actuel : Franklin D. Roosevelt.
- 1987. France : classement[2] monument historique de la locomotive à vapeur « Rimaucourt », de type 030T[3], construite par la Société de construction des Batignolles d'Ernest Goüin. Restaurée et conservée par l'Association de jeunes pour l'entretien et la conservation des trains d'autrefois (AJECTA) dans son Musée vivant du chemin de fer à Longueville.

### XXIesiècle
- 2013 : remise en service de la ligne de Grenoble à Montmélian en version électrifiée et avec double voie.

## Anniversaires

### Naissances
- 1828. États-Unis : Horatio G. Brooks (en) créateur du Brooks Locomotive Works (en).
- 1881. États-Unis : Charles E. Johnston (en) président du Kansas City Southern Railway de 1928 à 1938.

### Décès
- x